# Pasquale Bondini
Pasquale Bondini (* 1737; † 31. Oktober 1789 in Bruneck, Gefürstete Grafschaft Tirol) war ein deutscher Opernsänger (Bass) und Operndirektor.

## Leben und Wirken
Seinen ersten Auftritt hatte er als Sänger auf der Bühne der Bustelli’schen Oper in Prag 1762/63. Ab 1776 war er Leiter der Italienischen Oper in Dresden. Nach deren Schließung erhielt er ein Privileg vom Kurfürsten Friedrich August von Sachsen für weitere Auftritte in Dresden und Leipzig. 1779 folgte er mit seiner Gesellschaft dem Ruf in das Königreich Böhmen, wo ihm der Stadtadel in Prag mit der Direktion einer neuen Oper betraute. Dort dirigierte beispielsweise Mozart 1787 den „Figaro“. Bondini starb 1789 in Tirol auf der Rückreise aus Italien.
Er war mit Catarina, einer Opernsängerin aus Prag verheiratet. Ihre Tochter Marianna schlug ebenfalls eine Gesangskarriere ein.